# Генксвілл (Юта)
Генксвілл (англ. Hanksville) — місто (англ. town) в США, в окрузі Вейн штату Юта. Населення — 158 осіб (2020).

## Географія
Генксвілл розташований за координатами 38°22′19″ пн. ш. 110°42′48″ зх. д. / 38.37194° пн. ш. 110.71333° зх. д. (38.372002, -110.713455).  За даними Бюро перепису населення США в 2010 році місто мало площу 4,97 км², з яких 4,91 км² — суходіл та 0,06 км² — водойми. В 2017 році площа становила 4,45 км², з яких 4,36 км² — суходіл та 0,09 км² — водойми.

## Демографія
Згідно з переписом 2010 року, у місті мешкало 219 осіб у 81 домогосподарстві у складі 54 родин. Густота населення становила 44 особи/км².  Було 94 помешкання (19/км²).
Расовий склад населення:
| - 98,2 % — білих - 0,5 % — азіатів |

До двох чи більше рас належало 1,4 %. Частка іспаномовних становила 0,9 % від усіх жителів.
За віковим діапазоном населення розподілялося таким чином: 32,9 % — особи молодші 18 років, 53,9 % — особи у віці 18—64 років, 13,2 % — особи у віці 65 років та старші. Медіана віку мешканця становила 36,8 року. На 100 осіб жіночої статі у місті припадало 108,6 чоловіків;  на 100 жінок у віці від 18 років та старших — 110,0 чоловіків також старших 18 років.
Середній дохід на одне домашнє господарство  становив 39 245 доларів США (медіана — 35 625), а середній дохід на одну сім'ю — 44 576 доларів (медіана — 54 375). За межею бідності перебувало 18,6 % осіб, у тому числі 0,0 % дітей у віці до 18 років та 46,4 % осіб у віці 65 років та старших.
Цивільне працевлаштоване населення становило 42 особи. Основні галузі зайнятості: мистецтво, розваги та відпочинок — 31,0 %, сільське господарство, лісництво, риболовля — 16,7 %, роздрібна торгівля — 14,3 %.